# サボタージュ (アルバム)
サボタージュ(Sabotage)は、イギリスのロックバンド・ブラック・サバスが1975年に発表した通算6枚目のスタジオ・アルバム。このアルバムは、バンドの元マネージャーであるパトリック・ミーハンとの法廷闘争の最中にレコーディングされており、バンドの継続的な法廷闘争から生じたストレスがレコーディングプロセスに影響を及ぼし、アルバムタイトル「Sabotage(妨害行為)」のインスピレーションとなった。

## 収録曲
1. ホール・イン・ザ・スカイ - "Hole In The Sky" - 4:00
2. ドント・スタート - "Don't Start (Too Late)" - 0:49
3. 悪魔のしるし - "Symptom Of The Universe" - 6:30
4. 誇大妄想狂 - "Megalomania" - 9:43
5. スリル・オブ・イット・オール - "Thrill Of It All" - 5:56
6. 帝王序曲 - "Supertzar" - 3:44
7. 発狂 - "Am I Going Insane (Radio)" - 4:17
8. リット〜ブロウ・オン・ア・ジャグ - "The Writ ~ Blow On A Jug" - 8:43

## 参加ミュージシャン
- オジー・オズボーン - ボーカル
- トニー・アイオミ - ギター
- ギーザー・バトラー - ベース
- ビル・ワード - ドラムス
- ジェラルド・ウッドラフ - キーボード
- ウィル・マローン - 指揮

### その他
- マイク・バッチャー - プロデューサー、エンジニア
- ロビン・ブラック - エンジニア
- デビッド・ハリス - テープ・オペレーター、サボータジュ工作員